# Retrato de François Buron
El retrato de François Buron es un cuadro de Jacques-Louis David datado en 1769. Pintado en su periodo de juventud, durante sus años de formación, es una de las más antiguas obras conocidas del pintor. El retrato representa a François Buron, su tío. El cuadro se encuentra en una colección particular en Nueva York.

## Procedencia
Propiedad de François Buron y después de sus descendientes, hasta 1903 año de la muerte del último descendiente directo, A. Baudry. Vendido por 6000 francos en la venta Regnault del 22 de junio de 1905, pasó luego a Drouot en la venta Victor Gay el 23 de abril de 1909, y es adquirido por 1500 francos. N° 4 de una venta anónima el 15 de diciembre de 1937. Forma parte de las sucesivas colecciones del crítico del arte Robert Lebel y de Madame Gas. Vendido a la galería Wildenstein, es adquirido en 1985 por un particular neoyorquino.